# (35334) Yarkovsky
(35334) Yarkovsky es un asteroide perteneciente al cinturón de asteroides, descubierto el 31 de marzo de 1997 por Piero Sicoli y el también astrónomo Francesco Manca desde el Observatorio Astronómico de Sormano, Sormano, Italia.

## Designación y nombre
Designado provisionalmente como 1997 FO1. Fue nombrado Yarkovsky en honor ingeniero ruso Ivan Osipovich Yarkovsky que propuso la idea de que el calentamiento asimétrico de los planetas por el sol puede producir una fuerza adicional. El "Efecto Yarkovsky" es, en efecto notable en los movimientos de algunos satélites artificiales de la Tierra y asteroides.

## Características orbitales
Yarkovsky está situado a una distancia media del Sol de 3,019 ua, pudiendo alejarse hasta 3,128 ua y acercarse hasta 2,911 ua. Su excentricidad es 0,036 y la inclinación orbital 4,172 grados. Emplea 1916 días en completar una órbita alrededor del Sol.

## Características físicas
La magnitud absoluta de Yarkovsky es 14,3. Tiene 3,941 km de diámetro y su albedo se estima en 0,261.